# Orithopsidae
Famille
Les Orithopsidae sont une famille éteinte de crabes. Elle comporte neuf espèces, regroupées selon Fossilworks dans cinq genres. De Grave et al. (2009) y ajoutent le genre Goniochele. Ces genres sont connus du Crétacé à l'Oligocène.

## Liste des genres
- † Cherpiocarcinus Marangon & De Angeli, 1997
- † Goniochele Bell, 1858
- † Marycarcinus Schweitzer, Feldmann, Fam, Hessin, Hetrick, Nyborg & Ross, 2003
- † Orithopsis Carter, 1872
- † Paradoxicarcinus Schweitzer, Feldmann, Fam, Hessin, Hetrick, Nyborg & Ross, 2003
- † Silvacarcinus Collins & Smith, 1993

## Sources
- (en) Schweitzer, Feldmann, Fam, Hessin, Hetrick, Nyborg & Ross, 2003 : Cretaceous and Eocene decapod crustaceans from southern Vancouver Island, British Columbia, Canada. p. 1-66.
- (en) Ng, Guinot & Davie, 2008 : Systema Brachyurorum: Part I. An annotated checklist of extant brachyuran crabs of the world. Raffles Bulletin of Zoology Supplement, n. 17 p. 1–286.